# Cicurina riogrande
Cicurina riogrande är en spindelart som beskrevs av Willis J. Gertsch och Stanley B. Mulaik 1940. Cicurina riogrande ingår i släktet Cicurina och familjen kardarspindlar. Inga underarter finns listade i Catalogue of Life.